# UFOの里

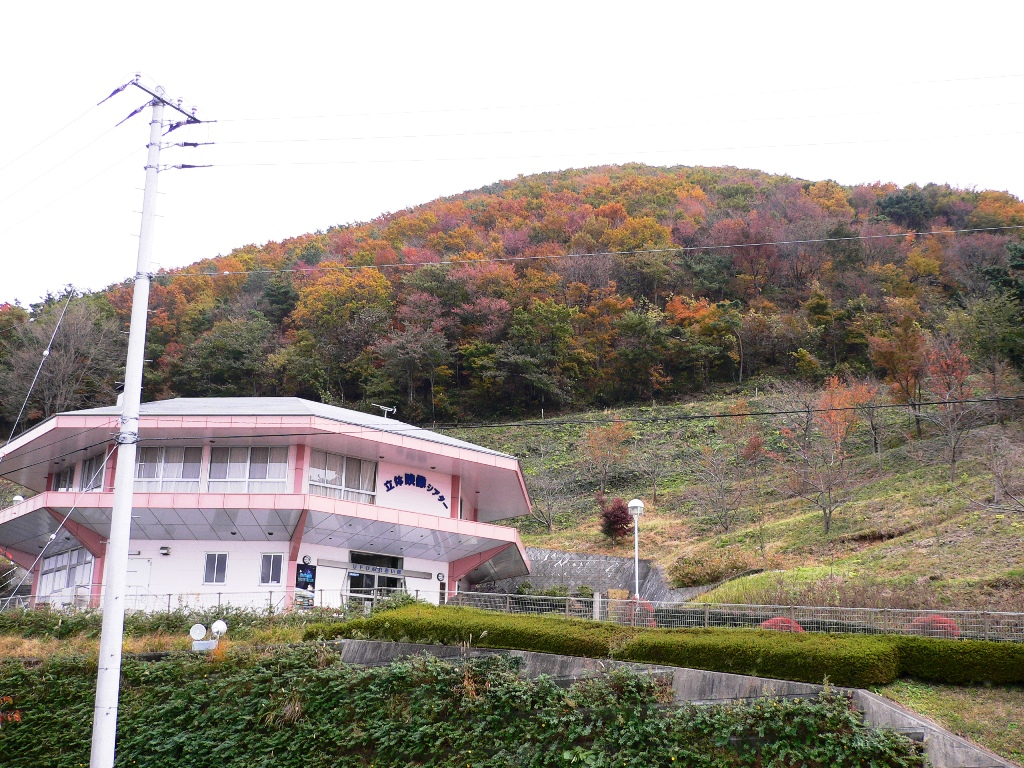
UFOの里（UFOふれあい館と千貫森）

UFOの里（ユーフォーのさと）は、福島県福島市飯野町青木にあるUFO関係の多目的公共施設および千貫森周辺の公園である。

## 概要
UFO・宇宙人関係の展示のほかに入浴施設や食堂があり、福島市街から飯舘村・浪江町方面に通じる国道114号バイパス道に面した立地で、道の駅に準ずる役割を持った施設として重宝されている。
以前から福島市飯野地域は未確認飛行物体の目撃例が多いことからオカルトスポットとして有名で、1990年代に全国で『ふるさと創生事業』を利用して入浴施設を整備した自治体が多い中で、当時の飯野町はUFO展示と入浴施設を兼ねた特色のあるものにした。
現在『ふるさと創生事業』で建設され存続している公共施設としては数少ない成功例として挙げられている。
千貫森の麓にはUFO関連の展示や立体映像の上映を行っている『UFOふれあい館』、食堂やグッズなどを販売している『UFO物産館』、そのほか『千貫森庭球場』などの施設。山の中腹から山頂にかけて、宇宙人のモニュメントや展望台が設置されている『千貫森公園』が整備されている。
- 1992年11月に「UFOふれあい館」が開館。
- 2008年7月1日の伊達郡飯野町の福島市への編入合併に伴い、福島市の施設となる。
- 2021年6月24日の「UFOの日」に合わせ、月刊誌ムーの全面協力を経て、日本初のUFOの研究拠点『国際未確認飛行物体研究所（UFO研究所）』を開設。（初代研究所長はムー編集長の三上丈晴）

## 施設
- UFOふれあい館（有料） ： UFO関連の展示・上映、入浴施設もあり。
- UFO物産館（無料） ： お土産品売店に食堂『パノラマ食堂』がある。主なメニューはラーメン、カレー、そば、丼もので、福島市内や川俣町周辺の人気店とコラボしたメニューも実施している。
- 千貫森庭球場（有料） ： オムニコートのテニスコート2面があり、併設の更衣室は計2室。
- UFOコンタクトデッキ（展望台）

## 交通
福島市中心部から乗用車移動で国道114号（川俣街道）沿いを川俣方面に走行。所要時間はおよそ25分-30分。
- JRバス東北路線バス「UFOの里」停留所すぐ